# シビック・プラザ駅
シビック・プラザ駅（英語：Civic Plaza Station）は、バージニア州ノーフォークにある駅。ノーフォーク市役所と公的機関のビル周辺にある。